# 김대지
김대지(金大智, 1967년 ~ )는 대한민국의 제24대 국세청장이다.
부산 출신으로, 내성고등학교, 서울대 경영학과를 졸업하고 1992년 행정고시(36회)에 합격, 공직 생활을 시작하였다. 부산지방국세청장 재직 중, 2019년 7월 국세청 차장에 임명되었다. 이듬해 2020년 7월 30일에는 문재인 대통령이 국세청장 후보자에 지명하였다. 이후, 8월 20일 국회 기획재정위원회에서 인사청문보고서가 채택되었으며, 8월 21일 제24대 국세청장에 취임하였다.

## 학력
- 1982 ~ 1985년 내성고등학교
- 1986 ~ 1992년 서울대학교 경영학과 학사

## 경력
- 1992 제36회 행정고시 합격
- 2009.01 서울지방국세청 법무1과 과장
- 2009.12 파주세무서 서장
- 2011.01 국세청 부동산거래관리과 과장
- 2012.07 국세청 징세과 과장, 부이사관
- 2014.01 중부지방국세청 납세자보호담당관
- 2015.01 부산지방국세청 성실납세지원국 국장
- 2016.12 ~ 2017.07 중부지방국세청 조사2국 국장
- 2017.07 ~ 2018.07 서울지방국세청 조사1국 국장
- 2018.07 ~ 2019.07 부산지방국세청 청장
- 2019.07 ~ 2020.08 국세청 차장
- 2020.08 ~ 2022.06 국세청장
- 대통령 직속 4차산업혁명위원회 데이터 특별위원
- 서울대학교 행정대학원 객원교수
- 2022 ~ 법무법인 LawVax 고문